# Мелисано
Мелисано (итал. Melissano) је насеље у Италији у округу Лече, региону Апулија.
Према процени из 2011. у насељу је живело 7169 становника. Насеље се налази на надморској висини од 53 м.

## Географија
| Клима (Мелисано)           | Клима (Мелисано) | Клима (Мелисано) | Клима (Мелисано) | Клима (Мелисано) | Клима (Мелисано) | Клима (Мелисано) | Клима (Мелисано) | Клима (Мелисано) | Клима (Мелисано) | Клима (Мелисано) | Клима (Мелисано) | Клима (Мелисано) | Клима (Мелисано) |
| Показатељ \ Месец          | .Јан.            | .Феб.            | .Мар.            | .Апр.            | .Мај.            | .Јун.            | .Јул.            | .Авг.            | .Сеп.            | .Окт.            | .Нов.            | .Дец.            | .Год.            |
| -------------------------- | ---------------- | ---------------- | ---------------- | ---------------- | ---------------- | ---------------- | ---------------- | ---------------- | ---------------- | ---------------- | ---------------- | ---------------- | ---------------- |
| Средњи максимум, °C (°F)   | 12,4 (54,3)      | 13,0 (55,4)      | 14,8 (58,6)      | 18,1 (64,6)      | 22,6 (72,7)      | 27,0 (80,6)      | 29,8 (85,6)      | 30,0 (86)        | 26,4 (79,5)      | 21,7 (71,1)      | 17,4 (63,3)      | 14,1 (57,4)      | 30 (86)          |
| Средњи минимум, °C (°F)    | 5,6 (42,1)       | 5,8 (42,4)       | 7,3 (45,1)       | 9,6 (49,3)       | 13,3 (55,9)      | 17,2 (63)        | 19,8 (67,6)      | 20,1 (68,2)      | 17,4 (63,3)      | 13,7 (56,7)      | 10,1 (50,2)      | 7,3 (45,1)       | 5,6 (42,1)       |
| Количина падавина, mm (in) | 80 (31,5)        | 60 (23,6)        | 70 (27,6)        | 40 (15,7)        | 29 (11,4)        | 21 (8,3)         | 14 (5,5)         | 21 (8,3)         | 53 (20,9)        | 96 (37,8)        | 109 (42,9)       | 83 (32,7)        | 676 (266,2)      |
| [ тражи се извор ]         |                  |                  |                  |                  |                  |                  |                  |                  |                  |                  |                  |                  |                  |

## Становништво
| 1931. | 1936. | 1951. | 1961. | 1971. | 1981. | 1991. | 2001. | 2011. |
| ----- | ----- | ----- | ----- | ----- | ----- | ----- | ----- | ----- |
| 3.858 | 4.162 | 5.130 | 5.685 | 6.228 | 6.687 | 7.124 | 7.448 | 7.307 |